# جمعية العربية الفتاة

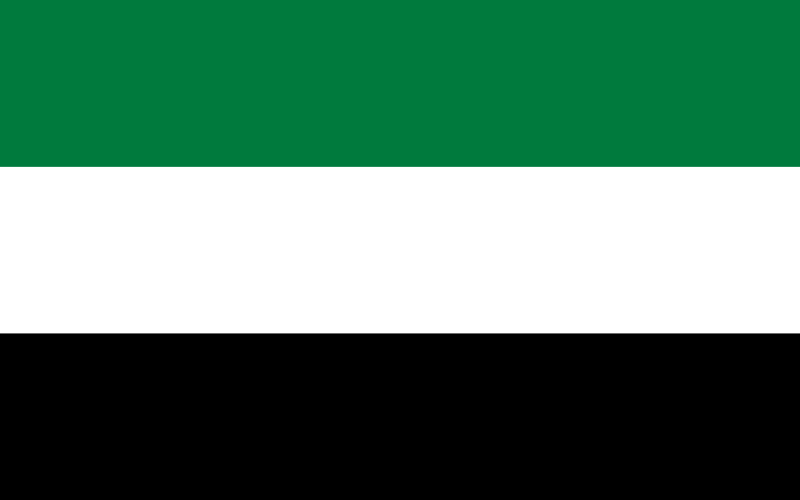
علم جمعية العربية الفتاة اسس عام 1913

جمعية العربية الفتاة هي جمعية سياسية قومية عربية سرية أنشأها مجموعة من الطلاب العرب في مدينة باريس عام 1911م. ولقد أثرت هذه الجمعية على الفكر القومي العربي ومهدت للمؤتمر العربي في باريس عام 1913.
وأسهمت في التمهيد للثورة العربية التي انطلقت في الحجاز عام 1916م.

## التأسيس
بدأت فكرة الجمعية في الأستانة بعد ثورة الاتحاد والترقي التي قادها حزب تركيا الفتاة في عام 1908 والتي همشت العرب ودعت إلى القومية التركية وإعلاء العرق التركي في الدولة. كان أول من اتفق على الفكرة ثلاثة طلاب هم عوني عبد الهادي من نابلس وأحمد قدري من دمشق ومحمد رستم حيدر من بعلبك. وبعد سفر الثلاثة إلى باريس انضم إليهم أربعة طلاب آخرون هم توفيق الناطور ومحمد المحمصاني وعبد الغني العريسي (وهم من بيروت) ورفيق التميمي (من نابلس). أسس السبعة جمعية الناطقين بالضاد في 14 تشرين الثاني 1909 وتشكلت الهيئة الإدارية منهم إضافة إلى صبري الخوجة.
تغير الاسم بعد ذلك إلى جمعية العربية الفتاة. انضم إلى الجمعية بعد ذلك محمد البعلبكي (من بيروت)، ومحمد عزة دروزة من (نابلس)، وسليم الحاج إبراهيم (طولكرم)، وجميل مردم بك (من دمشق)، وتوفيق السويدي من العراق. عقدت الجمعية اجتماعها الأول في دمشق خلال الحرب العالمية الأولى بهدف التعارف، ثم انتخبوا هيئة إدارية جديدة. كان المقر الأول للجمعية في باريس ثم نقل إلى بيروت، وافتتح فرعان لها في دمشق ونابلس.

## الأهداف
كانت أهداف الجمعية في البدء هي المطالبة بالحقوق العربية في الدول التي تحت سيطرة الدولة العثمانية آنذاك ومنها حقوق اجتماعية وقومية. ولقد نشأت الجمعية كرد على جمعية الاتحاد والترقي التركية التي كانت تدعو إلى سياسة التتريك.
وبعد الإعدامات التي طالت أعضاءها في سوريا على يد الوالي العثماني جمال باشا السفاح، طالبت الجمعية بالحكم الذاتي في الأقاليم العربية ثم ما لبثت أن طالبت بالاستقلال التام لكافة الأقاليم العربية.

## دورها في علم الثورة العربية
كان بعض الشباب المنتمي إلى المنتدى الأدبي العربي الذي تأسس في الأستانة قد صمم راية تمثل القومية العربية عام 1909 تتألف من أربعة ألوان: الأبيض والأسود والأخضر والأحمر، وأضافوا إليها بيتاً من الشعر لصفي الدين الحلي:
وكانت الراية تتكون من ثلاثة أجزاء؛ الثلث الأعلى أسود والثلث الأسفل أبيض والثلث الوسط أخضر ومثلثين أحمرين في كل جانب، ونقش بيت الشعر على الراية.
اتخذ قرار اعتماد الراية سابقة الذكر كعلم لجمعية العربية الفتاة أثناء اجتماع في مكاتب جريدة المفيد في بيروت في آذار من العام 1914، وذلك كعلم يجمع ألوان الرايات العربية المختلفة، منها اللون الأسود للدولة العباسية والأبيض للأموية والأخضر للخلافة الراشدة.
قبل قيام الثورة العربية الكبرى وفي عام 1915 كان الشريف عبد الله بن الشريف حسين في دمشق وانضم إلى الجمعية ثم نقل العلم معه إلى الحجاز حيث اعتمد كعلم للثورة بعد إزالة أبيات الشعر وأحد المثلثين الأحمرين. وقد نشر القرار في جريدة القبلة في مكة يوم 9 شعبان 1335 هـ وصادف الذكرى الأولى لقيام الثورة.

## أعضاء آخرون
- معين الماضي
- نسيب البكري
- عادل بك النكدي